# 主題優勢言語
主題優勢言語（しゅだいゆうせいげんご、英: topic-prominent language）とは、通常の文には統語的に「主語」が存在する主語優勢言語（subject-prominent language）に対置される、必ずしも「主語」を要さず、また、それに相当する「主題」が、統語的とは限らず言語によって格助詞などで示されたりする言語である。話題卓越性言語ともいう。例としては、日本語、朝鮮語、中国語、インドネシア語など東・東南アジアの諸言語がある（東アジア言語参照）。言語類型論的観点からチャールズ・N・リーとサンドラ・トンプソンが1976年に提唱したものである。

## 概要
主題は、日本語のように係助詞「は」で示されるもの、中国語のように語順（文頭）で示されるものがあり、見かけ上主語と区別しにくい場合も多い。
英語などの主語優勢言語と比較すると、以下のような特徴が見られる。
- 「主語」のある言語に見られる（詳しくは当該記事を参照）、動詞の人称変化などといった文に対する「主語」の統語的な特権がない。
- 主語が統語的に必ずしも必要ではない。英語で見られる “It rains.” のような実態がなく文型を構成する上で必要なために置かなければならない主語を置く必要がない。
- 日本語「象は鼻が長い」のようないわゆる「総主文」が存在する。このような日本語表現を二重の主語と解釈するかどうかは議論があるが、中国語においてはこのような表現は「主謂謂語句」、すなわち「主語＋謂語（述語）」の組み合わせが副文として述語になっていると解釈する。
- 料理を注文するときにいう「ぼくはうなぎだ」（うなぎ文[注 1]）のような、主題と主語の違いを考慮せずに主語優勢言語に直訳すると意味を成さなくなる構文があること。また、中国語においても「自己的名字都不記得」（自分の名前も覚えていない）のような主題を文頭に出したうなぎ文がある。

なお、主語優勢言語でも主題を標示する方法が存在しないわけではない。例えば、ゲルマン語派におけるV2語順などは、あくまで倒置的語法ではあるが、主題を文頭に置くことを許容している。また、主語優勢言語でもスペイン語のように、通常は主語の代名詞を音形化しない言語もあるが、これらは動詞に主語の人称・数が明示されるので、主題優勢言語における主語の省略とは異なる。さらに主語優勢言語でも意味上の主語と形式上の主語が異なる言い方は多く見られる。